# Zembretta
Zembretta (en árabe: الجامور الصغير al-Jāmūr aṣ-Ṣaḡīr) es una isla situada en el noreste del golfo de Túnez, a unos ocho kilómetros al este de la isla de Zembra, en el país africano de Túnez. Su superficie es de dos hectáreas y se encuentra deshabitada. Administrativamente hace parte de la Gobernación de Nabeul. En 1977 conjuntamente con la isla de Zembra fue declarada Reserva de Biosfera y Parque nacional por el decreto 77/340 del 1 de abril de aquel año, actividades como la pesca están prohibidas.